# 瓦爾科維奇
50°28′31″N 25°56′43″E / 50.47528°N 25.94528°E
瓦爾科維奇（烏克蘭語：Варковичі），是烏克蘭的村落，位於該國西北部羅夫諾州，由杜布諾區負責管轄，面積4.54平方公里，海拔高度218米，2001年人口1,761，人口密度每平方公里388.2人。